# リング0 バースデイ
『リング0 バースデイ』は、2000年1月22日に公開された日本映画。原作は、鈴木光司の短編小説集『バースデイ』の一編「レモンハート」。鈴木光司の小説を原作とする、映画版『リング』シリーズの完結編であり『リング』の前日譚。同時上映は『ISOLA 多重人格少女』PG-12。

## 概要
『リング』『らせん』『リング2』に続く映画『リング』シリーズの完結編。生前の貞子の悲恋と、悲劇的な最期までを描いた物語。
鈴木光司の短編集『バースデイ』に収録された「レモンハート」の映画化で、「バースデイ」のタイトルは、もともと原作『リング』シリーズの完結編『ループ』の後日談を描いた短編「ハッピー・バースデイ」（レモン・ハートと同じく短編集『バースデイ』に収録）に由来するものだが、本映画版では『忌まわしい怪物貞子の誕生編』という意味合いで「バースデイ」の名を冠した。

## キャッチコピー
- ついに明かされる貞子出生の秘密
- リングは今世紀最悪の0で終わる
- 世紀末に誕生するの2つのミレニアムホラー（ISOLAと併せて）

## ストーリー
前作『リング』の呪いのビデオ事件から遡ること30年前の昭和43年（1968年）。18歳の山村貞子は、東京の劇団「飛翔」に入団していた。劇団が次の公演「仮面」の上演を控えていた頃、団員全員が奇妙な井戸の夢に悩まされるといったことが起こった。そんな中、折しも公演内容の練習中に、主演女優の葉月愛子が謎の死を遂げる。貞子は疑いの目を向けられるが、音効係の遠山博は貞子を気遣い、庇おうとする。衣装係の立原悦子は、貞子と遠山の接近を懸念する。
一方、12年前の山村志津子の公開実験で婚約者を亡くした新聞記者の宮地彰子は、婚約者の死が志津子の娘・貞子の超能力によるものであると考え、貞子の過去を追ううち、貞子の入学していた小学校の教師の話から、「もう一人の貞子」の存在に気づく。
劇団「飛翔」は、演出家の重森勇作の指導のもと、山村貞子を新たな主演女優に据え、「仮面」の上演を強行する。しかし復讐に燃える宮地の策略により、貞子が公開実験で人を呪殺した過去が大勢の観客の眼前で暴かれてしまう。貞子を守るため、遠山が揉み合いの末殺害した重森の死体も見つかりパニックになり、その力に恐怖した劇団員たちは貞子を殺害する。
続いて彰子と劇団員たちは、貞子の父親とされる伊熊平八郎の元へと向かい、伊熊が匿っていた、かつて貞子から分離された「もう一人の貞子」の殺害を試みる。しかし殺したはずの貞子は蘇生しており、劇団員たちは向かってきた2人の貞子によって返り討ちにされ、次々と呪殺されていく。一連の事態を引き起こした彰子も、貞子と好意を寄せ合った遠山も、制御のできない貞子の超能力により犠牲となる。貞子に追い詰められた宮地と悦子は拳銃で自殺する。伊熊は暴走する貞子を止めるため、嘆き悲しむ貞子を井戸へと突き落とし、井戸に蓋をする。
遠山と心を通わせた頃の幸せな夢から目覚め、我に返った貞子は、自分が井戸の底におり、今まさに自分が生きたまま暗闇の中に閉じ込められようとしていることに気がつく。貞子の怨嗟の絶叫とともに、映画は幕を下ろす。

## キャスト
- 山村貞子：仲間由紀恵、少女時代の貞子：古谷千波
- 遠山博：田辺誠一
- 立原悦子：麻生久美子
- 重森勇作：若松武史
- 久野亘：水上竜士
- 葉月愛子：奥貫薫
- 富樫：木村靖司
- 清美（女子高生）：橋本真実
- 伊熊平八郎：伴大介
- 山村志津子：雅子
- 児玉修二（劇団員）：村田則男
- 丹波一彦（劇団員）：矢野浩二
- 石井加奈子（劇団員）：高峰陽
- 柳沢哲浩（劇団員）：宇納佑
- 佐々原裕介（劇団員）：五十嵐明
- 諸江仁（劇団員）：中野浩司
- 結城毅（劇団スタッフ）：渡辺寛二
- 劇団スタッフ：牧村泉三郎
- 氏家守（劇団スタッフ）：出光秀一郎
- 大久保（劇団研究生）：森下能幸
- 金井優美子（劇団研究生）：木村つかさ
- 久松みどり（劇団研究生）：立花あかね
- 山村敬：大場真人
- 男性教諭：田中要次
- 宮地の婚約者：門脇学
- 新聞社同僚：嶋田豪
- 看護婦：小柳友貴美
- 須藤：角替和枝
- 有馬薫：高畑淳子
- 宮地彰子：田中好子

## スタッフ
- 監督：鶴田法男
- プロデューサー：一瀬隆重、小川真司、永井正夫
- エグゼブティブプロデューサー：原正人
- 脚本：高橋洋
- 音楽：尾形真一郎
- 主題歌：L'Arc〜en〜Ciel「finale」(Ki/oon-Sony)
- 特殊造形：原口智生
- ビジュアル・エフェクト：松本肇、杉本信章

## 作品解説
昭和43年の設定や製作スケジュール、予算の都合などで苦労したことを、今回初監督の鶴田法男や脚本家の高橋洋がインタビューで語っている。また、遠山博役の田辺誠一は、連続ドラマ『らせん』にも織田恭助（東健一）役で出演している。
この映画のオーディションで合格し、主役に抜擢された仲間由紀恵は、泣くくらいまで鶴田監督に怒られながら撮影していたことを第3回三鷹コミュニティシネマ映画祭で伴大介が語っている。この映画の演技で堤幸彦の目に止まることとなり、ドラマ『TRICK』シリーズの主役に抜擢され、女優として開花していくこととなった。
山村貞子のコントパロディ化は益々増え、全国ジョイポリスを始めとするリングのイベントは、この時期、最盛期を迎えた。店員が貞子に扮した「貞子ヒップホップダンサーズ」や、さらに増加した貞子グッズがそれに当たる。

## 原作との相違点
原作が短編のため、映画『リング』とのつながりも併せて、登場人物の設定が大幅に変更されている。
- 貞子が「魔性の女」ではなく、自身の宿命を知らぬ「普通の人間」として描かれ、幼少期に似た化物の「もう1人の貞子」が登場する[1]。また、彼女の本当の父親は伊熊平八郎ではなく、海から来た正体不明の化物となっている。
- 30年後の現在は、47歳の遠山博ではなく、女子高生の清美の視点から始まる（遠山博は30年前に死亡している）。
- 「劇団飛翔」のメンバーは、演出家・重森勇作、女優・葉月愛子以外は、映画オリジナルのメンバーとなっている。全員が井戸の夢を見ており、冒頭に愛子が死亡、中盤、重森は貞子を巡る遠山との揉め事で死亡、終盤の貞子へのリンチ後の伊熊邸でほぼ全員が貞子に呪殺される。
- 劇中劇が「黒い服を着た少女」から「仮面」に変更。「仮面」の元ネタは、映画『顔のない眼』[1]。企画段階は「皮」という題名だった。
- 伊熊平八郎が生きており、伊熊邸で隠遁している。また、貞子を井戸に落とすのは彼の役割となる。小説では彼は結核療養所に入院しており、貞子はそこの医師の長尾城太郎に殺される。
- 母の山村志津子は三原山で自殺せず、精神を病んで死んだことになっている。
- 貞子を婚約者の仇と狙う記者・宮地彰子の視点や貞子を診療する医師・久野亘の視点が追加される。

## 漫画
- リング0（HorrorComics）（漫画：MEIMU、原作：高橋洋・鈴木光司）
- バースデイ（HorrorComics）（漫画：MEIMU、原作：鈴木光司）
原作の小説を元にした漫画版。「レモンハート」の他、「空に浮かぶ棺」、オリジナルエピソード「SADAKO」を収録。いずれも角川書店刊行。

## 関連イベント
お化け屋敷
- ジョイポリス
  - ウォークスルーホラーアトラクション『リング0〜愛と恐怖〜』（東京のみ）

映画版「リング」シリーズの名場面を回るウォークスルー型のお化け屋敷。井戸、山村邸、高山竜司の家などが登場。
  - 3Dサウンドホラーアトラクション『リング0〜貞子〜』

音効室のカセットデッキに霊媒師が触れたことで貞子の怨霊に襲われるストーリー。『リング～3Dサウンド～』の続編に当たる。

他にもジョイポリスでは映画の道具類を展示する「リングのルーツ展」や特別メニュー、クレーンゲーム、貞子グッズの販売、貞子ヒップホップダンサーズ等のイベントが実施された。
- 『リング〜最後の7日間〜』エキスポランド「人が演じる幽霊屋敷」・富士急ハイランド・東映太秦映画村パディオス